# Neptis nebrodes
Neptis nebrodes är en fjärilsart som beskrevs av William Chapman Hewitson 1874. Neptis nebrodes ingår i släktet Neptis och familjen praktfjärilar. Inga underarter finns listade i Catalogue of Life.